# MTV Video Music Brasil de Web hit
O MTV Video Music Brasil de Web Hit foi uma categoria da premiação MTV Video Music Brasil, atribuído a fenômenos da Internet ou vídeos virais. O MTV Video Music Brasil foi uma premiação com o intuito de premiar os melhores videoclipes nacionais. Em 2007, ano em que a categoria foi exibida pela primeira vez, a cerimônia sofreu mudanças para parecer-se com "um grande prêmio musical", segundo Zico Góes, diretor de programação do canal.
Para esta categoria, cinco fenômenos eram indicados, com um vencedor. Em sua primeira exibição, premiou a canção "Vai Tomar no Cu", de Cris Nicolotti. Em 2008, ganhou a Dança do Quadrado, e no ano seguinte o vídeo viral "Escolha Já seu Nerd", dos Seminovos. Em 2010, a paródia "Justin Biba" recebeu o prêmio. A última vez em que a categoria foi exibida foi na edição de 2011 do evento, premiando a canção "Sou Foda", dos Avassaladores.

## Vencedores
| Ano  | Vencedor              | Indicados | Ref.  |
| ---- | --------------------- | --- | ----- |
| 2007 | "Vai Tomar no Cu"     | - "As Árveres Somos Nozes" - "Confissões de um Emo" - "Funk da Menina Pastora" - "Suplicy Canta Racionais"               | [ 2 ] |
| 2008 | Dança do Quadrado     | - Meninas de Inri Cristo - "Dança do Créu" - Gaga de Ilhéus - "A Drag a Gozar"                                           | [ 3 ] |
| 2009 | "Escolha Já seu Nerd" | - Stefhany Absoluta - Funk do Joel Santana - Caetano Veloso caindo - Xuxú em Pantera Cor de Rosa                         | [ 4 ] |

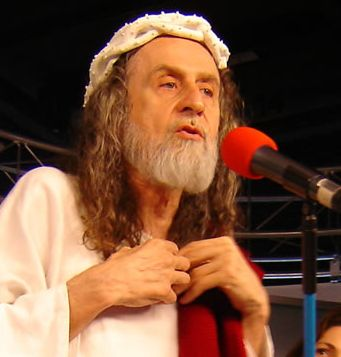
Duas indicações referenciam Inri Cristo (na imagem)

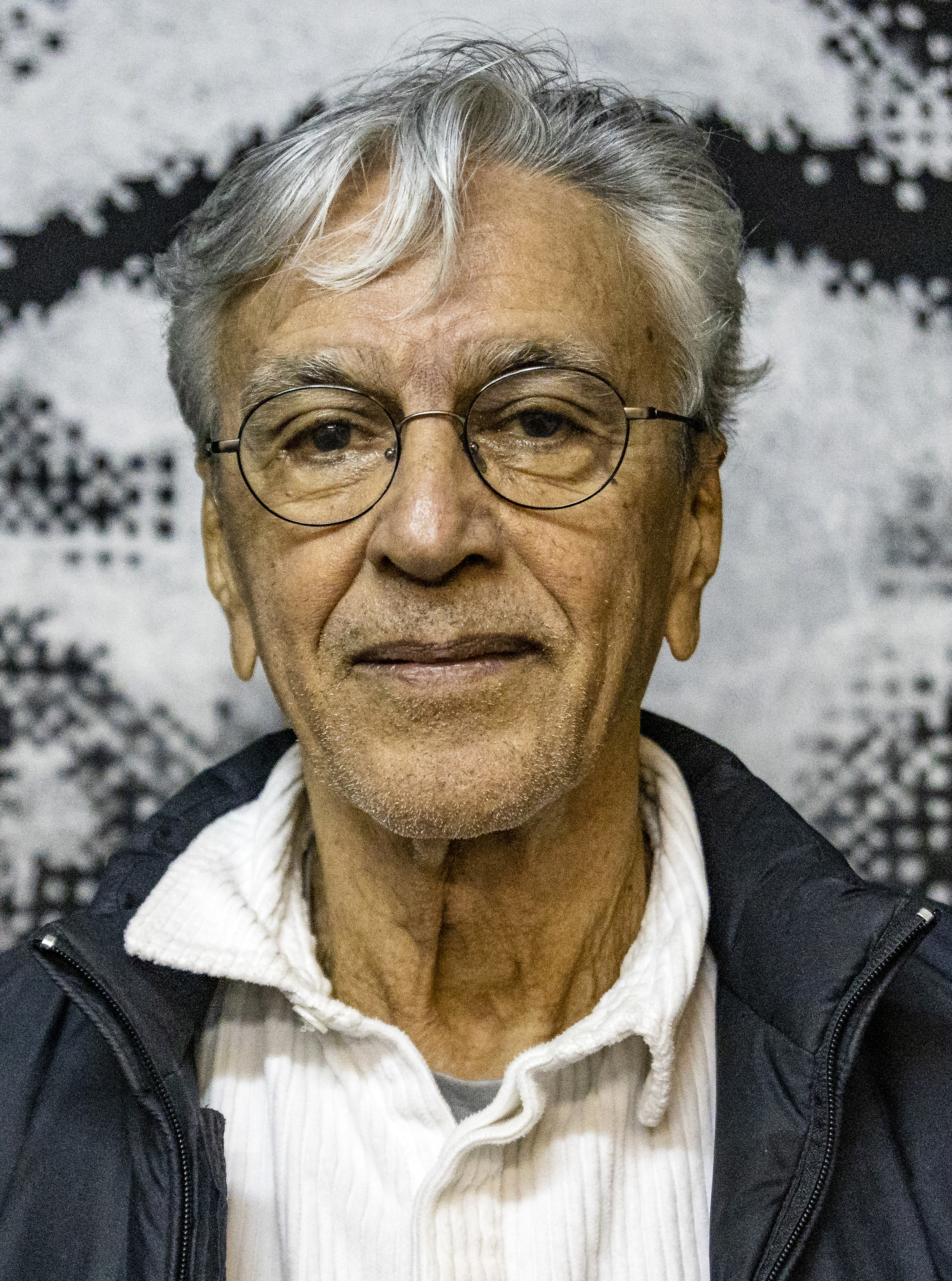
"Caetano Veloso (na imagem) caindo" foi uma das indicações do prêmio

| 2010 | "Justin Biba"         | - "Cala a boca, Galvão" - "Puta falta de sacanagem" - Zeca Camargo bocejando no Fantástico - "Dunga em um Dia de Fúria!" | [ 5 ] |
| 2011 | "Sou Foda"            | - "Larica dos Muleke" - "Magali Carioca" - "Phoenix de Ribeirão" - "Friday" versão Inri Cristo                           | [ 6 ] |